# The Way I Am
The Way I Am (englisch für „Wie ich bin“) ist ein Lied des US-amerikanischen Rappers Eminem. Der Song ist die zweite Singleauskopplung seines dritten Studioalbums The Marshall Mathers LP und wurde am 7. September 2000 veröffentlicht. Außerdem ist das Lied auf Eminems Best-of-Album Curtain Call: The Hits enthalten.

## Inhalt
Eminems autobiografische Hinweise lassen bei der Fan-, Medien- und Labelschelte von The Way I Am keinen Zweifel daran, dass der Autor in Ich-Perspektive als Erzähler auftritt. Die Vortragsweise ist insgesamt deutlich aggressiver als bei anderen Liedern des Albums. Der Song ist größtenteils im Anapäst geschrieben.
Das gesprochene Intro fordert den Zuhörer zur Aufmerksamkeit auf. In der ersten Strophe erläutert der Hip-Hop-Protagonist den Zweck des Rappens: Es baue Frust ab und verhelfe zu einem ruhigen Schlaf. Zudem kritisiert er die Aufdringlichkeit von Fans, die seine Privatsphäre nicht respektierten. Er sei ihnen nichts schuldig und würde auch eine Klage wegen Gewalttätigkeit in Kauf nehmen. Der Refrain greift den Titel auf: Der Rapper sei nun mal, wie er ist. Zwar würden die Nachrichten jeden Tag über ihn berichten, die Radiopräsenz seiner Musik stehe aber in keinem entsprechenden Verhältnis dazu. Die zweite Strophe richtet sich vor allem gegen die Medien, die Eminems Musik kontrovers diskutieren und versuchen, ihn für diverse Gewalttaten verantwortlich zu machen. Dabei spielt er auf den Amoklauf an der Columbine High School an, für den unter anderem seine und die Musik von Marilyn Manson verantwortlich gemacht wurden. Die Schuld sei eher bei den Eltern der Täter zu suchen als in der konsumierten Musik. Immerhin lieferten ihm die Medien den Stoff für seine Texte, was ihm Genugtuung verschaffe. In der dritten Strophe kritisiert der Rapper sein eigenes Label, das ihn zu einem Pop-Star aufbauen wollte, nachdem er mit My Name Is erfolgreich war. Er stünde unter dem Druck, eine ähnliche Single aufzunehmen (was er mit The Real Slim Shady realisiert hatte). Abschließend fordert er seine Ruhe ein, er sei die immer gleichen Fragen zu seiner Vergangenheit und dem Hintergrund seiner Musik leid.

## Produktion
Das Lied ist eines der ersten, dessen Beat Eminem selbst produzierte und eines der wenigen, an dem nur er allein arbeitete. Für den Beat wurden keine Samples anderer Lieder verwendet.

## Musikvideo
Bei dem zu The Way I Am gedrehten Video führte Paul Hunter Regie.
Das Video beginnt mit einem Ausschnitt des Skits Steve Berman, bei dem dieser auf einer Labelbesprechung Eminems Album kritisiert. Eminem steht anfangs auf dem Fenstersims eines Hochhauses. Als sich mehrere Passanten vor dem Wolkenkratzer versammelt haben, springt der Rapper vom Fenstersims in die Tiefe. Von nun an rappt er, während er fällt. Als Eminem am Ende auf dem Boden aufkommt, fängt dieser ihn auf, als wäre er eine riesige Matratze. Während des gesamten Videos werden immer wieder fiktive Ausschnitte aus seinem Privatleben, das durch aufdringliche Fans gestört wird, eingeblendet. So kann er nirgendwo ungestört mit seiner Frau und seiner Tochter sein. Außerdem taucht der Rocksänger Marilyn Manson in einigen Szenen im Hintergrund auf.

## Single

### Covergestaltung
Das Singlecover ist in Schwarz-Weiß gehalten. Es zeigt Eminem mit ineinander gelegten Händen, ein schwarzes T-Shirt tragend und den Blick zum Betrachter gerichtet. Mitten im Bild stehen die gelblichen Schriftzüge Eminem und The Way I Am.

### Chartplatzierungen
The Way I Am stieg bis auf Platz 19 in den deutschen Charts und konnte sich insgesamt zwölf Wochen in den Top 100 halten.
| ChartsChartplatzierungen       | Höchstplatzierung | Wochen |
| ------------------------------ | ----------------- | ------ |
| Deutschland (GfK)              | 19 (12 Wo.)       | 12     |
| Österreich (Ö3)                | 11 (12 Wo.)       | 12     |
| Schweiz (IFPI)                 | 19 (17 Wo.)       | 17     |
| Vereinigte Staaten (Billboard) | 58 (10 Wo.)       | 10     |
| Vereinigtes Königreich (OCC)   | 8 (10 Wo.)        | 10     |

### Auszeichnungen für Musikverkäufe
Für mehr als 600.000 verkaufte Einheiten erhielt The Way I Am im Jahr 2022 eine Platin-Schallplatte in Großbritannien. Im Jahr 2022 wurde es für über zwei Millionen Verkäufe in den Vereinigten Staaten mit Doppelplatin ausgezeichnet.

| Land/Region                  | Auszeichnungen für Musikverkäufe (Land/Region, Auszeichnung, Verkäufe) | Verkäufe  |
| ---------------------------- | ---------------------------------------------------------------------- | --------- |
| Australien (ARIA)            | 3× Platin                                                              | 210.000   |
| Dänemark (IFPI)              | Gold                                                                   | 45.000    |
| Neuseeland (RMNZ)            | 2× Platin                                                              | 60.000    |
| Schweden (IFPI)              | Gold                                                                   | 10.000    |
| Vereinigte Staaten (RIAA)    | 2× Platin                                                              | 2.000.000 |
| Vereinigtes Königreich (BPI) | Platin                                                                 | 600.000   |
| Insgesamt                    | 2× Gold · 8× Platin ·                                                  | 2.925.000 |

Hauptartikel: Eminem/Auszeichnungen für Musikverkäufe

## Remix
Zu The Way I Am existiert ein Remix, den Eminem zusammen mit dem Rocksänger Marilyn Manson aufnahm. Der Remix wurde von Danny Lohner produziert und kann dem Genre Rap-Rock zugeordnet werden. Der Song ist sowohl auf der Single zum Lied Without Me als auch auf der Kompilation The Singles enthalten.

## Gleichnamiges Buch
Am 21. Oktober 2008 veröffentlichte Eminem ein autobiografisches Buch mit dem Titel The Way I Am. In Deutschland erschien es bei dem Verlag Kiepenheuer & Witsch.
Im Buch beschreibt Eminem seinen Kampf gegen Armut, Drogen und häusliche Gewalt sowie seinen Aufstieg zum Ruhm und die Kontroversen in seiner Karriere.
Enthalten sind außerdem zuvor unveröffentlichte Fotos aus Eminems Leben sowie Original-Zeichnungen und Textblätter.